# Пикард, Нэнси
Нэнси Пикард, англ. Nancy Pickard (р. 1945) — американская писательница детективов. Завоевала пять Премий Макавити, четыре Премии Агаты, одну Премию Энтони и одну Премию Шамус. Она — единственный из писателей, кому удалось получить все 4 указанных премии. Также входила в совет директоров писательского клуба «Mystery Writers of America». Начала писать в возрасте 35 лет, получила степень по журналистике в Университете Миссури, г. Колумбия.
Она — частый участник Great Manhattan Mystery Conclave, ежегодного съезда писателей-авторов детективной прозы, а также их поклонников в г. Манхэттен, штат Канзас.